# NGC 864
NGC 864 (również PGC 8631 lub UGC 1736) – galaktyka spiralna z poprzeczką (SBc), znajdująca się w gwiazdozbiorze Wieloryba. Odkrył ją William Herschel 25 października 1785 roku.